# Louise Ayétotché
Athouhon Louise Ayétotché (* 3. Juni 1975) ist eine ehemalige ivorische Leichtathletin, die sich auf den Sprint spezialisiert hat. Bei Afrikaspielen gewann sie drei Medaillen und 2006 gewann sie bei den Afrikameisterschaften in Bambous die Bronzemedaille über 400 Meter.

## Sportliche Laufbahn
Erste internationale Erfahrungen sammelte Louise Ayétotché vermutlich im Jahr 1991, als sie bei den Afrikaspielen in Kairo mit der ivorischen 4-mal-100-Meter-Staffel in 45,86 s gemeinsam mit Alimata Koné, Olga Mutanda und Marie Womplou die Silbermedaille hinter dem nigerianischen Team und sicherte sich mit der 4-mal-400-Meter-Staffel in 3:44,06 min in derselben Besetzung die Bronzemedaille hinter Nigeria und Kenia. Im Jahr darauf nahm sie mit der 4-mal-100-Meter-Staffel an den Olympischen Sommerspielen in Barcelona teil und wurde dort in der ersten Runde disqualifiziert. 1994 gewann sie bei den Spielen der Frankophonie in Paris mit der 4-mal-400-Meter-Staffel in 3:41,48 min die Silbermedaille hinter dem kanadischen Team. Im Jahr darauf schied sie bei der Sommer-Universiade in Fukuoka mit 13,19 s in der ersten Runde im 100-Meter-Lauf aus und schied über 200 Meter mit 24,83 s im Viertelfinale aus. 1998 belegte sie bei den Afrikameisterschaften in Dakar in 53,00 s den fünften Platz im 400-Meter-Lauf und im Jahr darauf schied sie bei den Weltmeisterschaften in Sevilla mit 23,54 s und 55,44 s jeweils in der ersten Runde über 200 und 400 Meter aus. Anschließend belegte sie bei den Afrikaspielen in Johannesburg in 11,61 s den achten Platz über 100 Meter und gelangte im 200-Meter-Lauf mit 23,45 s auf Rang sechs. 2000 belegte sie bei den Afrikameisterschaften in Algier in 23,30 s den vierten Platz über 200 Meter und wurde in 11,60 s Fünfte über 100 Meter. Anschließend schied sie bei den Olympischen Sommerspielen in Sydney mit 11,52 s in der ersten Runde über 100 Meter aus und schied über 200 Meter mit 22,76 s im Halbfinale aus. Zudem kam sie mit der 4-mal-100-Meter-Staffel mit 44,34 s nicht über den Vorlauf hinaus. 
2001 belegte sie bei den Spielen der Frankophonie in Ottawa in 11,50 s den vierten Platz über 100 Meter und gelangte mit 23,60 s auf Rang sechs über 200 Meter. Zudem gewann sie mit der 4-mal-100-Meter-Staffel in 43,89 s die Silbermedaille hinter dem kanadischen Team. Anschließend schied sie bei den Weltmeisterschaften im kanadischen Edmonton mit 11,53 s in der ersten Runde über 100 Meter aus und schied über 200 Meter mit 23,47 s im Halbfinale aus. Zudem kam sie im Staffelbewerb mit 44,05 s nicht über den Vorlauf hinaus. 2003 schied sie bei den Weltmeisterschaften nahe Paris mit 45,60 s im Vorlauf im Staffelbewerb aus. Anschließend belegte sie bei den Afrikaspielen in Abuja in 23,76 s den sechsten Platz über 200 Meter und wurde im Staffelbewerb in 45,69 s Vierte. Daraufhin belegte sie bei den Afro-asiatischen Spielen in Hyderabad in 23,71 s den fünften Platz über 200 Meter. 2005 belegte sie bei den Spielen der Frankophonie in Niamey in 24,59 s den achten Platz über 200 Meter und gewann im Staffelbewerb in 45,36 s die Silbermedaille hinter dem französischen Team. Im Jahr darauf gewann sie bei den Afrikameisterschaften in Bambous in 52,92 s die Bronzemedaille über 400 Meter hinter der Senegalesin Amy Mbacké Thiam und Amantle Montsho aus Botswana. Über 100 Meter belegte sie in 12,18 s den achten Platz und über 200 Meter wurde sie in 23,53 s Fünfte. Anschließend wurde sie beim IAAF World Cup in Athen mit der Auswahlstaffel über 4-mal 400 Meter in 3:27,65 min Sechste. 2007 belegte sie bei den Afrikaspielen in Algier in 23,88 s den siebten Platz über 200 Meter und schied über 100 Meter mit 11,70 s im Halbfinale aus. Zudem gewann sie mit der 4-mal-100-Meter-Staffel in 44,48 s gemeinsam mit Judith Djaman Brali, Cynthia Niako und Amandine Allou Affoué die Bronzemedaille hinter den Teams aus Ghana und Nigeria. Anschließend schied sie bei den Weltmeisterschaften in Osaka mit 23,60 s im Viertelfinale über 200 Meter aus. 2009 beendete sie dann ihre aktive sportliche Karriere im Alter von 34 Jahren. 
In den Jahren von 1994 bis 1997 wurde Ayétotché ivorische Meisterin im 100-Meter-Lauf, 1994, 1995 und 1997 über 200 Meter sowie 1990 und von 1993 bis 1995 über 400 Meter.

## Persönliche Bestleistungen
- 100 Meter: 11,35 s (+1,6 m/s), 21. Mai 2000 in Sacramento
- 200 Meter: 22,76 s (+0,7 m/s), 28. September 2000 in Sydney
- 400 Meter: 52,92 s, 11. August 2006 in Bambous